# لیندی گرینوود
لیندی گرینوود (انگلیسی: Lyndie Greenwood؛ زادهٔ ۶ ژوئن ۱۹۸۳) یک هنرپیشه اهل کانادا است. وی از سال ۲۰۰۹ میلادی تاکنون مشغول فعالیت بوده‌است. 
از فیلم‌ها یا برنامه‌های تلویزیونی که وی در آن نقش داشته است می‌توان به نیکیتا اشاره کرد.